# 石野浩司
石野 浩司（いしの こうじ）は皇室祭祀、皇室制度史、有職故実、神仏習合史の研究家。文学博士。

## 略歴
昭和37年、名古屋市生まれ。昭和60年、南山大学文学部神学科にてカトリック神学を修め卒業。
昭和62年に皇学館大学神道専攻科を修了し神職資格「明階」を得、同年より神宮司庁に奉職（伊勢神宮崇敬会総務部奉賛課長・神宮司庁広報室広報係長）。
平成7年には皇学館大学文学研究科博士課程を修了、平成22年、博士（文学）を取得。
皇学館大学神道研究所 客員研究員を経て、泉涌寺心照殿 研究員、令和4年8月退職。
現在、種智院大学密教資料研究所 研究員、同志社大学宮廷文化研究センター 研究員。
法名「聖咒（しょうじゅ）」已潅頂。